# Горбуново (Республика Алтай)
Горбуно́во (алт. Корбо-Тал) — село в Усть-Коксинском районе, центр Горбуновского сельского поселения, Республика Алтай, Россия.

## География, климат
Село расположено практически в центре Уймонской степи. Оно находится на левом берегу реки Катунь, между сёлами Нижний Уймон и Октябрьское. Через село протекают рукава дельты реки Большая Теректа.
Уличная сеть
В селе 7 улиц.
Расстояние до
- районного центра Усть-Кокса: 17 км.
- областного центра Горно-Алтайск: 193 км.

Ближайшие населённые пункты
Тихонькая 3 км, Верхний Уймон 6 км, Нижний Уймон 7 км, Октябрьское 7 км, Теректа 8 км, Чендек 10 км, Гагарка 10 км, Мульта 10 км.
Транспорт
Автомобильные дороги соединяют деревню Горбуново с соседними деревнями и с районным центром Усть-Коксой.
Климат
В селе климат, характерный для Уймонской долины: снежная зима, хотя и суровая, но без сильных ветров. Летняя погода отличается теплым периодом и достаточно высокой влажностью. Температура летом до +30°С, зимой — до −30°С.

## История
Временем создания села Горбуново можно считать вторую половину XIX века, когда было начато расселение крестьян из села Верхний Уймон по речкам, впадающим в Катунь. Появились заимки, ставшие впоследствии деревнями. Именно в этот период и возникла деревня Горбуново.
В 1885 году начался захват калмыцких поскотинных земель, уймонские посевы, находившиеся несколько ниже, вымерзали, поэтому и произошло вторжение, которое было улажено при участии земского заседателя г. Лучшева. На основании соглашения был составлен акт, согласно которому образовавшийся Горбуновский заселок разрешили оставить нетронутым.
Позже, в 1895 году географ Вениамин Петрович Семёнов-Тян-Шанский упоминает деревню вниз по течению реки Катунь, Горбуново.
Начало XX века для деревни Горбуново ознаменовалось строительством церкви и церковно-приходской школы. Горбуново входит в состав Катандинского прихода вместе с деревнями Катанда, Нижний Уймон, Верхний Уймон, Усть-Кокса и Кайтанак. Прихожан в то время насчитывалось 1453 души.
В 1920 году территория современного Усть-Коксинского района размежевывается на волости: Абайскую, Уймонскую, Катандинскую. Горбуново входит в состав Уймонской волости вместе с другими деревнями и сёлами. Начинают работу школы, в 1923 году в волости их было пять: в селах Усть-Кокса, Верх-Уймон, Огнёвка, Горбуново и Катанда.

## Население
| 2010 | 2011 | 2012 | 2013 | 2014 | 2015 | 2016 |
| ---- | ---- | ---- | ---- | ---- | ---- | ---- |
| 321  | ↗322 | ↗332 | ↘328 | ↘318 | ↘316 | ↘296 |

## Инфраструктура
В селе Горбуново работает МБОУ «Горбуновская основная общеобразовательная школа». Школьники ухаживают за историческими памятниками местного значения: братской могилой — в память о героях Гражданской войны и Обелиском погибшим воинам-землякам в годы ВОВ. Датой создания школы считают 01.09.1923. В селе работает филиал детского сада «Колосок», есть библиотека-филиал № 5 Усть-Коксинской библиотеки.

## Туризм
Туристических объектов в селе нет, поэтому туристический поток проходит мимо. Имеется туристический потенциал и перспективы в области охотничьего, рыболовного и познавательного туризма, связанного со сбором лекарственных трав, а также экскурсионного туризма.